# Zvonice (Lovčice)
Zvonice v Lovčicích je zděná barokní stavba, které je součástí areálu kostela svatého Bartoloměje. 

## Historie
Zvonice pochází z roku 1714 a byla na náklady Norberta Oktaviána Kinského vybudována společně s barokním kostelem svatého Bartoloměje. Nahradila tak předchozí dřevěnou zvonici. V témže roce byly do zvonového patra vyneseny nejen zvony z let 1500, 1585 a 1607, ale také vzpěradlová zvonová stolice. Zvon z roku 1715 se nezachoval.

## Architektura
Jedná se o čtyřhrannou, 25 metrů vysokou stavbu završenou stanovou střechou. Horní část budovy je členěna lizénovými rámy, v horní části rámů jsou umístěna půlkruhově zaklenutá zvuková okna.
Ze všech vesnických kostelů chlumeckého panství jde o jedinou zděnou zvonici, ostatní jsou dřevěné.